# Chiesa di San Nicola di Bari (Colonna)
La chiesa di San Nicola di Bari è la parrocchiale di Colonna, in città metropolitana di Roma Capitale e sede suburbicaria di Frascati; fa parte della zona pastorale IV.

## Storia
La prima pietra della chiesa di San Nicola fu posta nel 1753; l'edificio, disegnato dall'architetto Clemente Orlandi, era fortemente voluto dal principe Nicola Pallavicini. 
Alla morte di quest'ultimo, tuttavia, i lavori si interruppero a causa del fatto che il suo successore, Giovanni Battista Rospigliosi, era contrario all'opera e tagliò i fondi; solo l'intervento del cardinale Enrico Benedetto Stuart permise il completamento della parrocchiale, poi consacrata dallo stesso nel 1771.
Successivamente la nobile famiglia Pallavicini rivendicò il giuspatronato, ma al termine di un lungo contenzioso la parrocchia venne dichiarata di nomina vescovile.
Nel secondo dopoguerra la chiesa fu interessata da un intervento di restauro per adempiere al voto fatto dai colonnesi alla Beata Vergine Maria durante il conflitto, ovvero che se il paese fosse stato risparmiato dagli eventi bellici essi avrebbero provveduto a risistemare la parrocchiale.

## Descrizione

### Esterno
La concava facciata della chiesa, rivolta a sudovest, presenta al centro il portale d'ingresso timpanato, a cui s'accede tramite una scalinata, e il rosone di forma ellittica, mentre ai lati vi sono due imponenti lesene sorreggenti la trabeazione sopra cui vi è il frontone curvilineo spezzato.
Annesso alla parrocchiale è il campanile a base quadrata, la cui cella presenta su ogni lato una monofora a tutto sesto ed è coperto dal tetto a quattro falde.

### Interno
L'interno dell'edificio si compone di un'unica navata, sulla quale si affacciano le cappelle laterali introdotte da archi a tutto sesto e le cui pareti sono scandite da lesene sorreggenti la cornice modanata e aggettante sopra la quale si imposta la volta a botte; al termine dell'aula si sviluppa il presbiterio, rialzato di alcuni gradini e chiuso dalla parete di fondo piatta.
Qui sono conservate diverse opere di pregio, tra le quali la raffigurazione dell'Annunciazione, eseguita da Duilio Cambellotti, autore pure dei due dipinti ritraenti rispettivamente San Nicola protettore di Colonna e la tempesta sedata da San Nicola di Bari, e la pala avente come soggetto la Vergine con il Bambino, sorretta da angeli e accompagnata dai Santi Nicola di Bari e Filippo Benizi, realizzata nel 1759 da Carlo Ciappini.